# Яребинная Курья
Яребинная Курья — река в России, протекает по Республике Коми. Устье находится к югу от места впадения Усы в Печору, в протоке Мудор Шар. Длина реки составляет 26 км.

## Этимология гидронима
Курья — «залив».

## Данные водного реестра
По данным государственного водного реестра России относится к Двинско-Печорскому бассейновому округу, водохозяйственный участок реки — Печора от водомерного поста у посёлка Шердино до впадения реки Уса, речной подбассейн реки — бассейны притоков Печоры до впадения Усы. Речной бассейн реки — Печора.
Код объекта в государственном водном реестре — 03050100212103000065461.